# بيتر كارلسون (مغني)
بيتر كارلسون (بالإنجليزية: Petter Karlsson)‏ هو مغني أمريكي، ولد في 31 مايو 1977 في ستوكهولم في السويد.

## وصلات خارجية
- الموقع الرسمي
- بيتر كارلسون على موقع ميوزك برينز (الإنجليزية)
- بيتر كارلسون على موقع ديسكوغز (الإنجليزية)